# Idiops gerhardti
Idiops gerhardti là một loài nhện trong họ Idiopidae.
Loài này thuộc chi Idiops. Idiops gerhardti được J. Hewitt miêu tả năm 1913.